# Wo Ding
Wo Ding (沃丁), nome personale Xun, (绚) è tradizionalmente ritenuto un re della Cina della dinastia Shang, ma recenti scoperte archeologiche hanno gettato qualche dubbio sulla sua esistenza, infatti le incisioni oracolari su osso rinvenuti a Yin Xu non lo elencano come uno dei re Shang..
Nello Shiji (Memorie di uno storico) viene indicato da Sima Qian come il quinto re Shang, succedendo al padre Tai Jia. Sarebbe salito al trono nell'anno di Guisi  (癸巳) con Qingshi (卿士) come suo primo ministro e stabilendo la capitale a Bo (亳) (nell'attuale Shandong). Nell'8º anno del suo regno, condusse le cerimonie in onore di Yi Yin, il precedente primo ministro. Governò per 19 anni (altre fonti dicono 29 anni) prima della sua morte. Gli fu dato il nome postumo Wo Ding e gli succedette il fratello Tai Geng.